# Corallancyla neotropica
Corallancyla neotropica är en skalbaggsart som beskrevs av Friedrich F. Tippmann 1960. Corallancyla neotropica ingår i släktet Corallancyla och familjen långhorningar. Inga underarter finns listade i Catalogue of Life.